# Tonle Sap
O lago Sap (Tonle Sap) encontra-se no Camboja e tem uma extensão de 2.590 km², que pode chegar até os 24.605 km² durante a estação das chuvas. Representa a maior extensão de água doce do sudeste asiático e se localiza na planície central do país. As províncias que rodeiam o lago são, ao norte Siem Riep e Kompung Thom, e ao sul as províncias de Battambang, Pursat e Kompung Chinang. O lago está localizado em direção noroeste-sudeste.

## Importância
Tonlé Sap significa na língua khmer: Lago de água fresca, ainda que, com frequência se traduz em idiomas ocidentais como: "Grande Lago".
Faz parte de um grande ecossistema hídrico, o maior do sudeste asiático e é objeto de proteção como biosfera, declarado como tal pela UNESCO em 1997. O lago é alimentado por numerosas vertentes que desembocam de todas as latitudes e, as quais, são um importante meio de transportação na região central do país. No entanto, o lago é um "afluente" do rio Sap que flui para o sudeste e que em Phnom Penh, une-se ao rio Mecom, formando o rio Basac. É ainda mais vital para a economia regional pela sua riqueza em pesca e a fertilidade de suas terras para o cultivo do arroz. O lago está associado ao complexo arqueológico de Angkor Wat, no qual se estende em sua área noroeste, próximo da cidade de Siem Riep.

## Características
Durante a estação de seca, o lago fica bem reduzido, com 2.590 km² de extensão e apenas um metro de profundidade. Mas durante as monções, ocorre um fenómeno que só Camboja e Egito, com o Nilo, pode presenciar: os rios Sap e Mecom caminham na direção da corrente para o noroeste, em outras palavras, devolvem-se. Este fenómeno acontece devido à abundância das chuvas que começam em junho e terminam em dezembro, o que cria um crescimento no volume das águas. As águas são literalmente represadas pelo mar. O lago alcança, na temporada das chuvas, uma extensão de 24.605 km², em outras palavras, aumenta mais de dez vezes seu tamanho. Bosques e campos convertem-se, literalmente, no descanso do lago até que a corrente dos rios normalizem seu curso, o qual é celebrado no Camboja, como o "Festival da Água". O fenómeno atrai como consequência, grandes benefícios, porque fertiliza as terras e incrementam a atividade pesqueira.

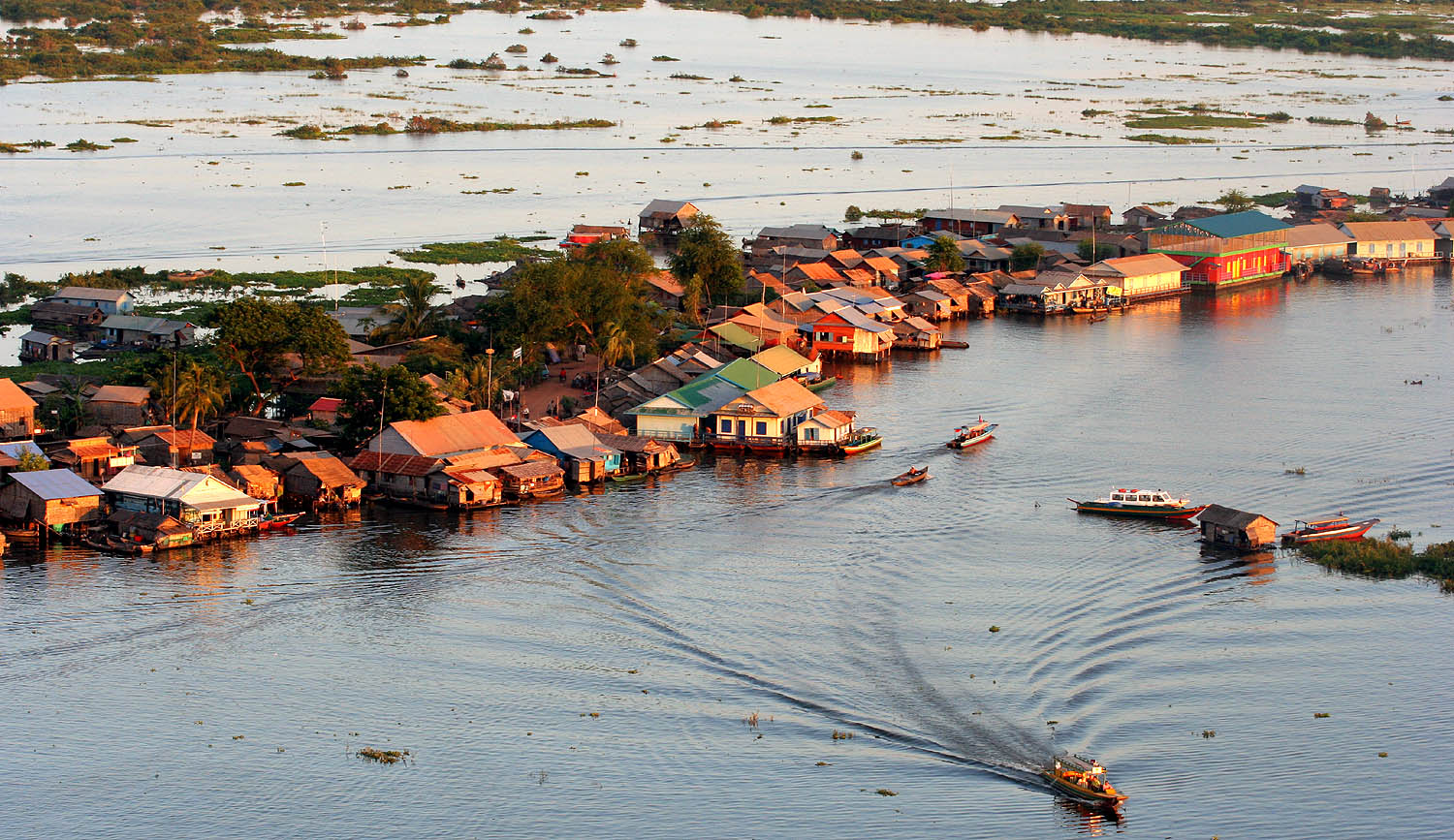
As aldeias flutuantes do lago Sap

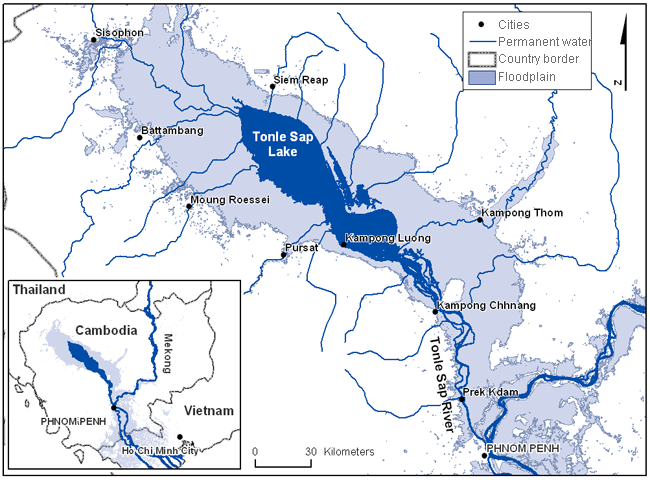
Mapa do lago Sap e as áreas de descanso de suas águas durante as monções.

## Povo do lago Sap

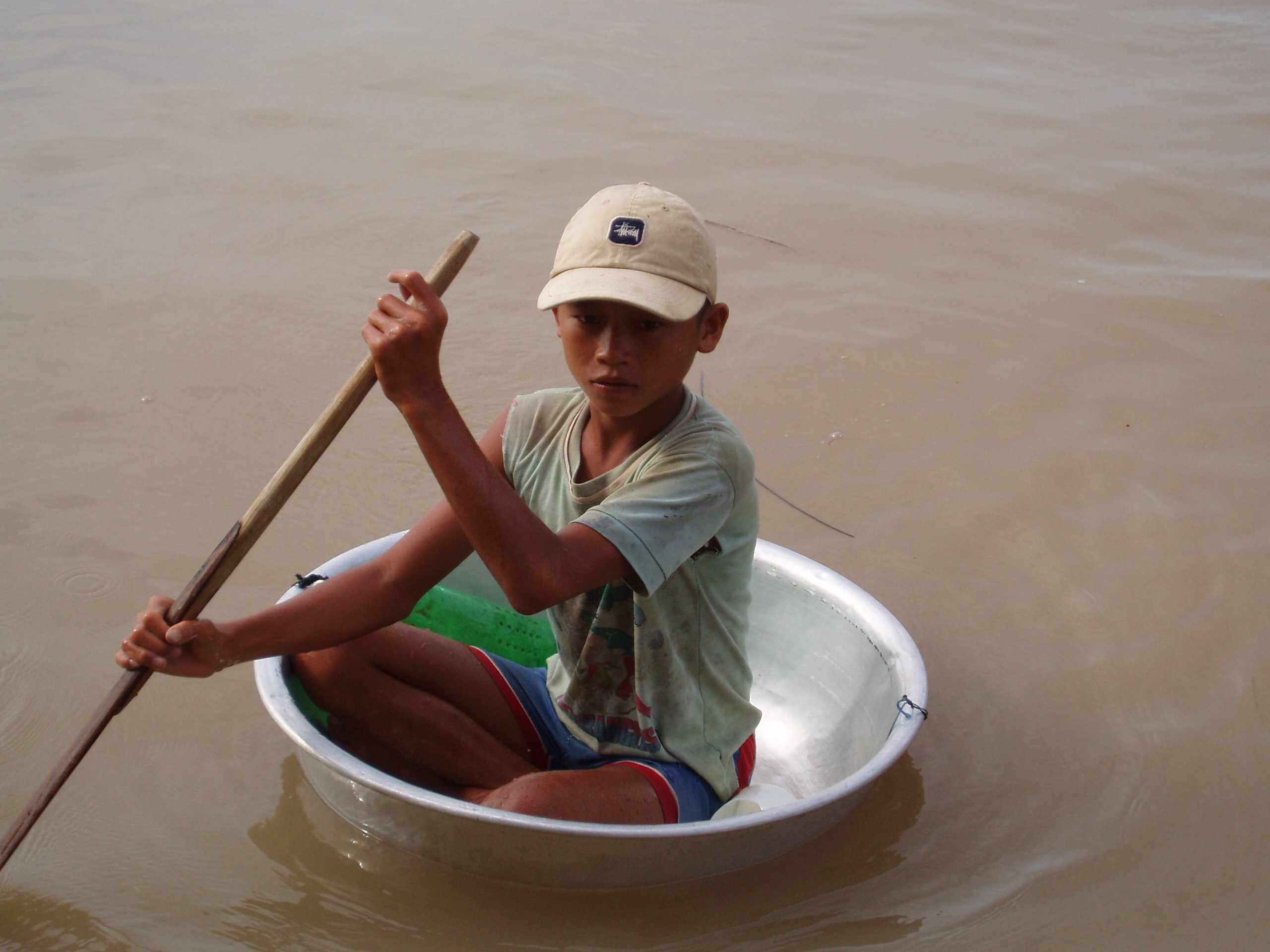
Um garoto habitante do lago.
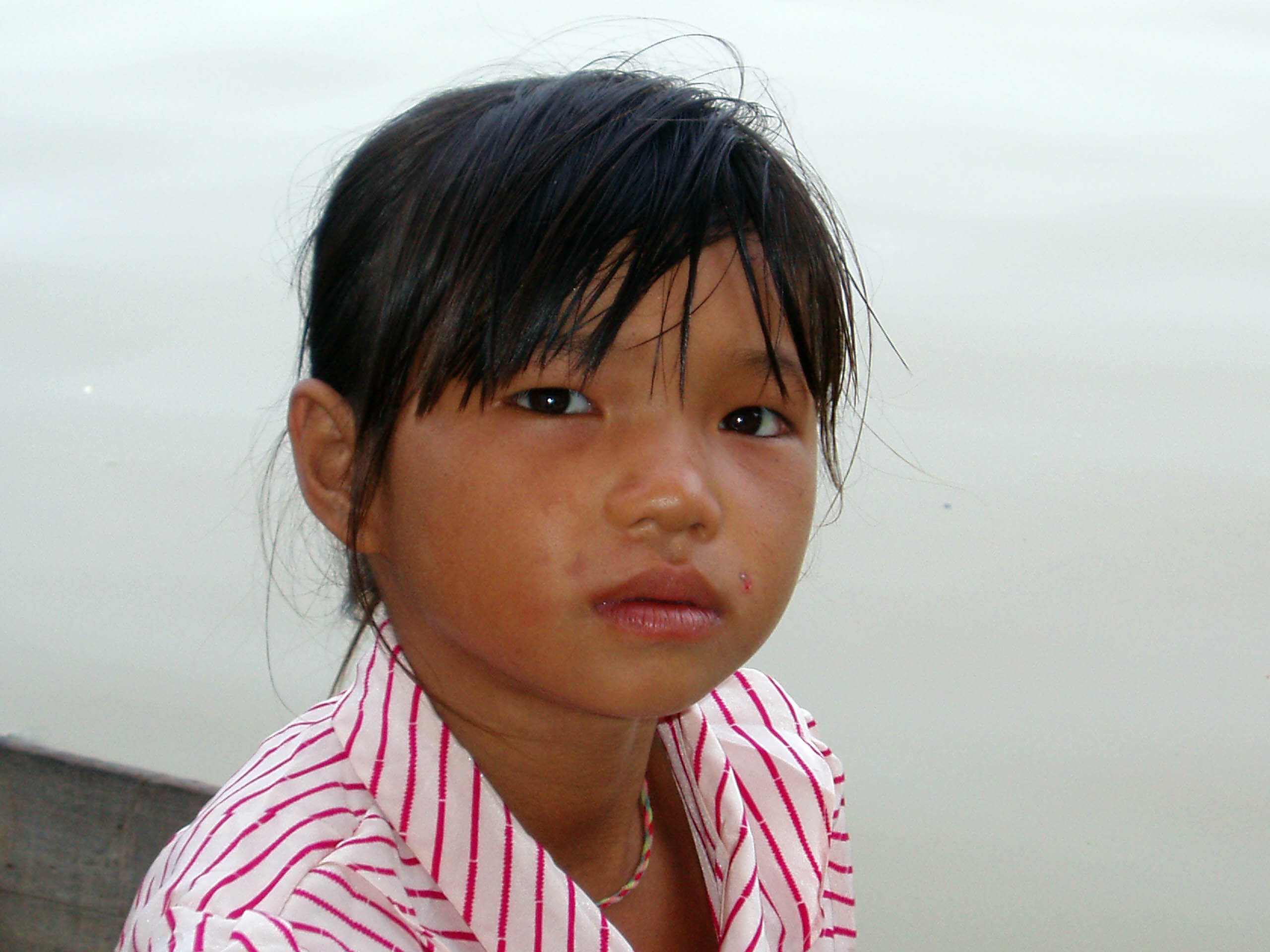
Uma menina do lago.
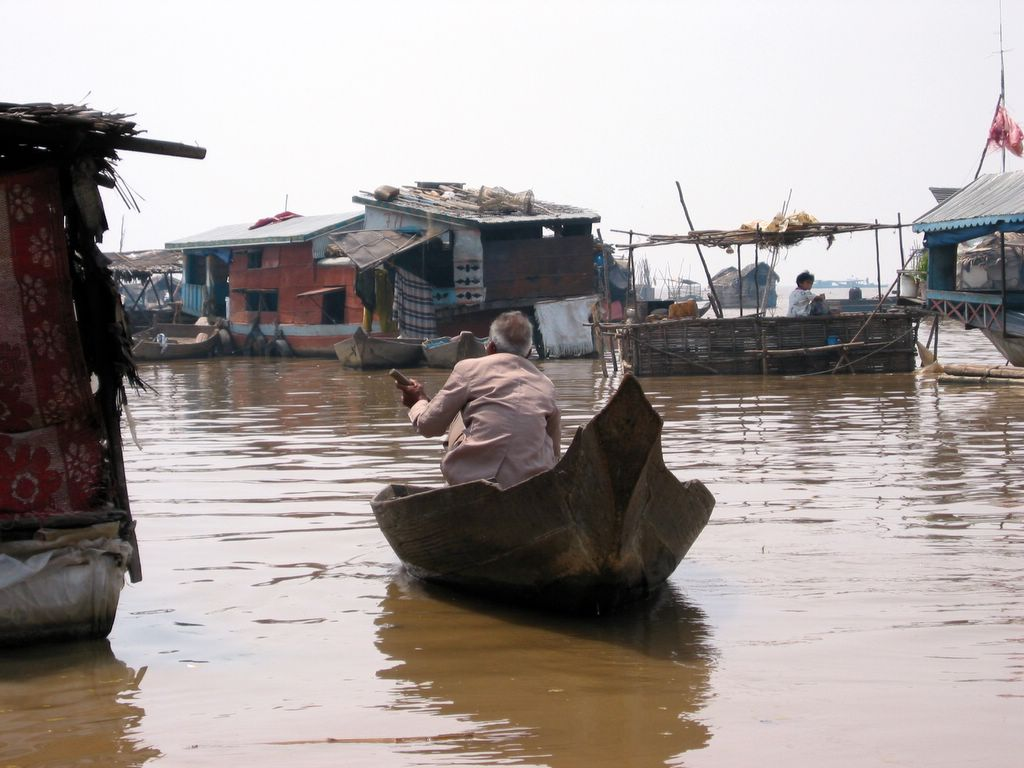
Um ancião.